# Scharfbillig

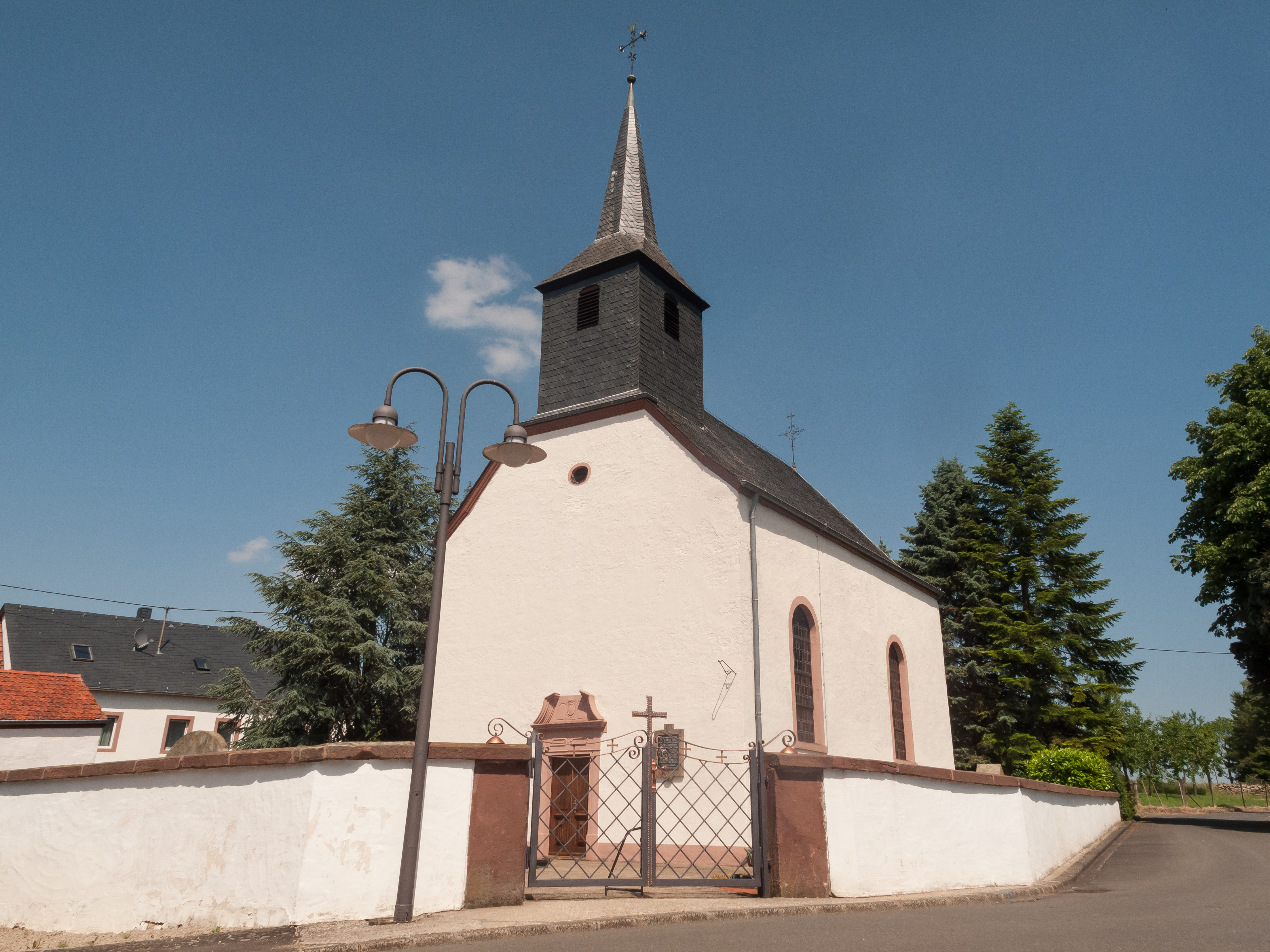
Scharfbillig, kerk; katholische Filialkirche Sankt Lukas

Scharfbillig is een plaats in de Duitse deelstaat Rijnland-Palts, en maakt deel uit van de Eifelkreis Bitburg-Prüm.
Scharfbillig telt 89 inwoners.

## Bestuur
De plaats is een Ortsgemeinde en maakt deel uit van de Verbandsgemeinde Bitburger Land.
Verbandsvrije stad:  Bitburg